# Noelle Barker
Noelle Barker (Noël Camilla Berners Barker; * 28. Dezember 1928 in Aberdeen/Schottland; † 15. Mai 2013 in London) war eine englische Sängerin (Sopran) und Gesangspädagogin.

## Leben
Barker absolvierte ein naturwissenschaftliches Studium an der University of Aberdeen, bevor sie an der International Summer School of Music in Dartington Hall eine Gesangsausbildung bei Imogen Holst begann. Sie setzte die Ausbildung am Conservatorium van Amsterdam, bei Hans Hotter in München und Vera Rózsa in London fort und debütierte 1958 als Türkentochter in Joan Sharps Balladenoper Lord Bateman mit dem New Opera Workshop. Beim ersten Konzert der Park Lane Group sang sie 1960 Michael Tippetts Heart’s Assurance und Arnold Schönbergs Buch der hängenden Gärten.
1961 führte sie Werke von Egon Wellesz und Riccardo Malipieros Vertonung von Dylan Thomas’ Vision and Prayer auf und sang in Brian Fairfax’ Aufführung von Havergal Brians monumentaler Gothic Symphony den Sopranpart. Im Folgejahr gab sie mit Colin Kingsley ein Konzert, das Roberto Gerhards L’Infantament meravellos de Scharazada und Liederzyklen von Arnold Cooke und Nikos Skalkottas umfasste. 1964 war sie eine der Solistinnen bei John Eliot Gardiners Aufführung von Claudio Monteverdis Marienvesper  mit der King’s College Musical Society.
Im Jahr 1965 gab sie im Hörfunk die Uraufführung von Harrison Birtwistles Ring a Dumb Carillon nach einem Gedicht von Christopher Logue. 1969 war sie die Tekla in John Jouberts Oper Under Western Eyes (nach Joseph Conrad), 1971 sang sie Birtwistles Entr’actes und Sappho Fragments und 1973 Kurt Weills Frauentanz. Weiter zählte zu ihrem Repertoire Lieder u. a. von Charles Ives, Pierrot Lunaire, Henry Purcell, Anton Bruckner, Gabriel Fauré und Wolfgang Amadeus Mozart. Von 1976 bis 1988 leitete sie als Professorin die Gesangsausbildung an der Guildhall School of Music. Zu ihren Schülern zählen u. a. Mireille Alcantara und Sophie Karthäuser.